# Gaibacher Schlosspark

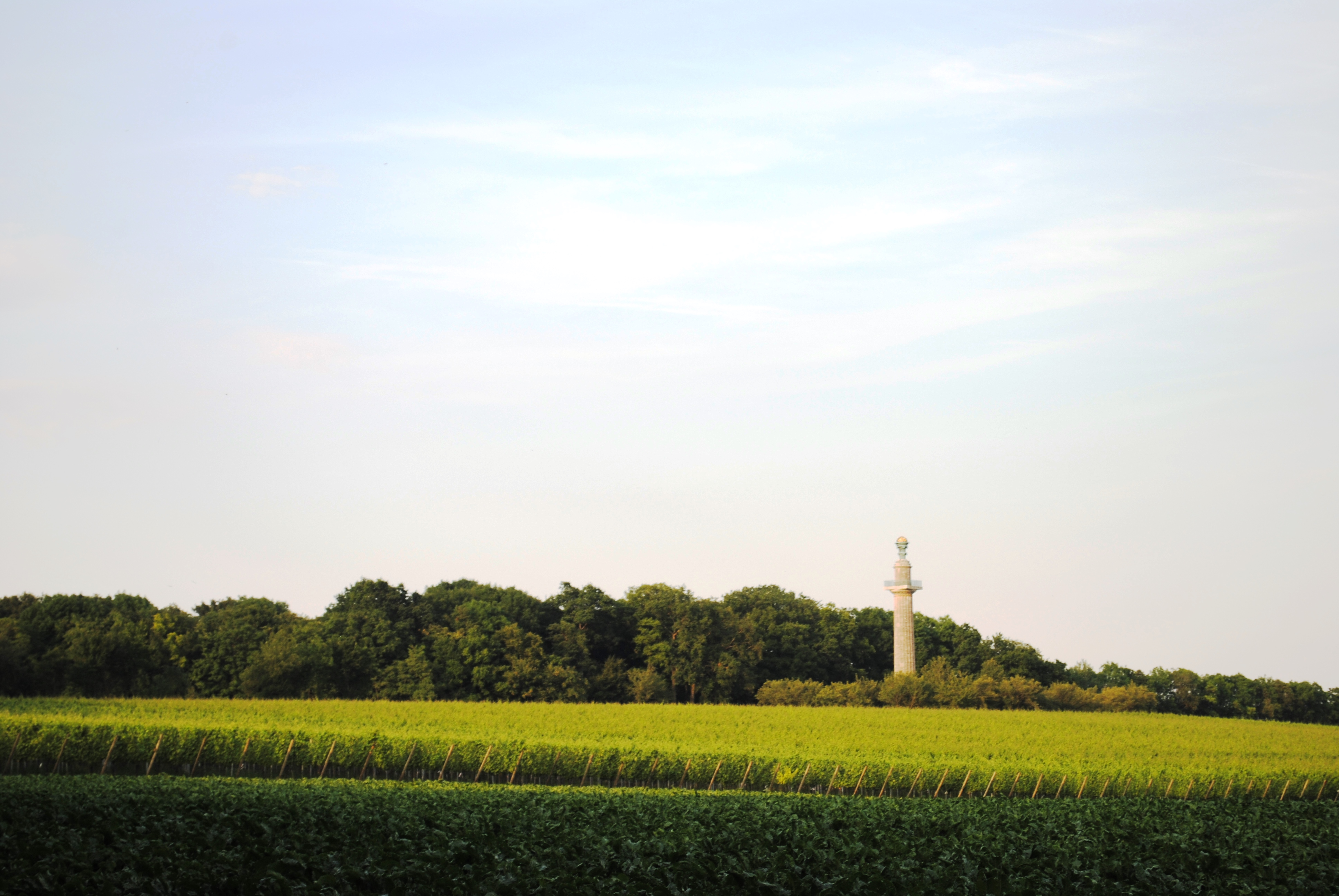
Die Weinlage vor der Konstitutionssäule

Gaibacher Schlosspark (auch Schloßpark) ist eine Weinlage im Anbaugebiet Franken. Sie liegt im Volkacher Ortsteil Gaibach im unterfränkischen Landkreis Kitzingen.

## Geografische Lage und Geologie
Die Weinlage liegt inmitten des Gaibacher Schlossparks an den Hängen des sogenannten Sonnenberges unterhalb der Konstitutionssäule. Im Norden beginnt die Flur des Volkacher Ortsteils Öttershausen. Nordöstlich befindet sich das Naturdenkmal Fasangarten im ehemaligen Park. Der Osten wird von der Kreuzkapelle eingenommen. Dort verläuft auch die Staatsstraße 2271 in einiger Entfernung an der Weinlage vorbei. Die Lage Gaibacher Schlosspark ist großlagenfrei, aber Teil des Bereichs Volkacher Mainschleife.
Die Lage nimmt heute eine Fläche von etwa 6 ha ein. Zu Beginn der 1980er Jahre waren lediglich 1,6 ha mit Reben bestockt, die Fläche nahm bis in die 2000er Jahre weiter zu, so waren 2004 insgesamt 12 ha bepflanzt. Die Reben sind nach Süden ausgerichtet und wurden auf Hängen mit 5 bis 20 % Steigung errichtet. Sie wachsen auf Böden des Oberen Muschelkalks und des Lettenkeupers. Dort wachsen Trauben der Sorten Silvaner und Traminer.

## Geschichte
Gaibach war in der Vergangenheit keine typische Weinbaugemeinde. Allerdings betrieben die Einwohner des Ortes vor allem für den Eigenbedarf Weinbau im Nebenerwerb. Noch im Jahr 1780 waren 78 Morgen der Gaibacher Gemarkung mit Weinreben bestockt. Etwa ein Viertel dieser Fläche war zu diesem Zeitpunkt in den Händen der Dorfherren, der Grafen von Schönborn. Die allgemeine Entwicklung des fränkischen Weinbaus zu Beginn des 19. Jahrhunderts führte auch in Gaibach zu einem schleichenden Niedergang.
Durch die Mediatisierung der gräflichen Besitzungen fiel ein großer Weinabnehmer weg. Gleichzeitig stieg das Bier zum wichtigsten Genussmittel an der Mainschleife auf. Mit dem Aufkommen der Reblaus brach der Weinbau in Gaibach fast vollständig zusammen. Im 19. Jahrhundert wurde der Gaibacher Schlosspark in einen Englischen Garten umgewandelt. Erst in den 1980er Jahren begannen die Grafen von Schönborn, im Besitz der Fläche am Berg, dort Weinbau zu betreiben.

## Weingut
Die Lage wird ausschließlich vom Weingut Graf von Schönborn bewirtschaftet, das seinen Sitz im nahen Gutshof auf der ebenfalls zu Volkach gehörenden Hallburg hat.